# احتمال منفی
احتمال پیشامد یک آزمایش هرگز منفی نمی‌شود، اگر چه توزیع‌های شبه احتمال می گذارد تا برخی رخدادها احتمال منفی یا شبه‌احتمال داشته باشند. این توزیع‌ها ممکن است در مورد رویدادهای غیرقابل مشاهده یا احتمالات شرطی اعمال شود.

## فیزیک و ریاضیات
در سال ۱۹۴۲، پل دیراک مقاله ای را با عنوان «تفسیر فیزیکی مکانیک کوانتومی» نوشت که در آن مفاهیم انرژی‌های منفی و احتمالات منفی را معرفی کرد:
"انرژیها و احتمالات منفی را نباید مزخرف دانست. آنها از نظر ریاضی مفاهیم کاملاً تعریف شده‌ای، مانند پول منفی هستند. "

### مثال: آزمایش دو شکاف
یک آزمایش دو شکاف با فوتون‌ها را در نظر بگیرید. دو موج خارج شونده از هر شکاف می‌توانند به صورت زیر نوشته شوند:
{\displaystyle f_{1}(x)={\sqrt {\frac {dN/dt}{2\pi /d}}}{\frac {1}{\sqrt {d^{2}+(x+a/2)^{2}}}}\exp \left[i(h/\lambda ){\sqrt {d^{2}+(x+a/2)^{2}}}\right],}
و
{\displaystyle f_{2}(x)={\sqrt {\frac {dN/dt}{2\pi /d}}}{\frac {1}{\sqrt {d^{2}+(x-a/2)^{2}}}}\exp \left[i(h/\lambda ){\sqrt {d^{2}+(x-a/2)^{2}}}\right],}
که در آن d فاصله تا صفحه تشخیص، a فاصله بین دو شکاف، x فاصله تا مرکز صفحه، λ طول موج و dN / dt تعداد فوتون‌های ساطع شده در واحد زمان در منبع است. دامنه اندازه‌گیری یک فوتون در فاصله x از مرکز صفحه، مجموع این دو دامنه است که از هر سوراخ بیرون می‌آید، و بنابراین احتمال اینکه یک فوتون در موقعیت x شناسایی شود، توسط مربع این جمع داده می‌شود:
{\displaystyle I(x)=\left\vert f_{1}(x)+f_{2}(x)\right\vert ^{2}=\left\vert f_{1}(x)\right\vert ^{2}+\left\vert f_{2}(x)\right\vert ^{2}+\left[f_{1}^{*}(x)f_{2}(x)+f_{1}(x)f_{2}^{*}(x)\right]} ،
این یک قانون احتمال شناخته شده‌است:
{\displaystyle {\begin{aligned}P({\mathtt {photon}}\,\,{\mathtt {reaches}}\,\,{\mathtt {x}}\,\,{\mathtt {going}}\,\,{\mathtt {through}}\,\,{\mathtt {either}}\,\,{\mathtt {slit}})=\,&P({\mathtt {photon}}\,\,{\mathtt {reaches}}\,\,{\mathtt {x}}\,\,{\mathtt {going}}\,\,{\mathtt {through}}\,\,{\mathtt {slit}}\,\,{\mathtt {1}})\\&+P({\mathtt {photon}}\,\,{\mathtt {reaches}}\,\,{\mathtt {x}}\,\,{\mathtt {going}}\,\,{\mathtt {through}}\,\,{\mathtt {slit}}\,\,{\mathtt {2}})\\&-P({\mathtt {photon}}\,\,{\mathtt {reaches}}\,\,{\mathtt {x}}\,\,{\mathtt {going}}\,\,{\mathtt {through}}\,\,{\mathtt {both}}\,\,{\mathtt {slits}})\\\\=\,&P({\mathtt {photon}}\,\,{\mathtt {reaches}}\,\,{\mathtt {x}}\,|\,{\mathtt {went}}\,\,{\mathtt {through}}\,\,{\mathtt {slit}}\,\,{\mathtt {1}})\,P({\mathtt {going}}\,\,{\mathtt {through}}\,\,{\mathtt {slit}}\,\,{\mathtt {1}})\\&+P({\mathtt {photon}}\,\,{\mathtt {reaches}}\,\,{\mathtt {x}}\,|\,{\mathtt {went}}\,\,{\mathtt {through}}\,\,{\mathtt {slit}}\,\,{\mathtt {2}})\,P({\mathtt {going}}\,\,{\mathtt {through}}\,\,{\mathtt {slit}}\,\,{\mathtt {2}})\\&-P({\mathtt {photon}}\,\,{\mathtt {reaches}}\,\,{\mathtt {x}}\,\,{\mathtt {going}}\,\,{\mathtt {through}}\,\,{\mathtt {both}}\,\,{\mathtt {slits}})\\\\=\,&P({\mathtt {photon}}\,\,{\mathtt {reaches}}\,\,{\mathtt {x}}\,|\,{\mathtt {went}}\,\,{\mathtt {through}}\,\,{\mathtt {slit}}\,\,{\mathtt {1}})\,{\frac {1}{2}}\\&+P({\mathtt {photon}}\,\,{\mathtt {reaches}}\,\,{\mathtt {x}}\,|\,{\mathtt {went}}\,\,{\mathtt {through}}\,\,{\mathtt {slit}}\,\,{\mathtt {2}})\,{\frac {1}{2}}\\&-P({\mathtt {photon}}\,\,{\mathtt {reaches}}\,\,{\mathtt {x}}\,\,{\mathtt {going}}\,\,{\mathtt {through}}\,\,{\mathtt {both}}\,\,{\mathtt {slits}})\end{aligned}}}

به رنگ آبی، مجموع احتمالات عبور از سوراخ‌های ۱ و ۲؛ به رنگ قرمز، منفی احتمال مشترک عبور از «هر دو سوراخ». الگوی تداخل با جمع زدن دو منحنی بدست می‌آید.

اگر یکی از سوراخ بسته شده و بدین ترتیب فوتون مجبور به عبور از طریق شکاف دیگر شود، دو شدت مربوط به آن چنین اند:
{\displaystyle I_{1}(x)=\left\vert f_{1}(x)\right\vert ^{2}={\frac {1}{2}}{\frac {dN}{dt}}{\frac {d/\pi }{d^{2}+(x+a/2)^{2}}}} و {\displaystyle I_{2}(x)=\left\vert f_{2}(x)\right\vert ^{2}={\frac {1}{2}}{\frac {dN}{dt}}{\frac {d/\pi }{d^{2}+(x-a/2)^{2}}}} .
اما اکنون اگر کسی هرکدام از این اصطلاحات را به این روش تفسیر کند، احتمال مشترک تقریباً هر {\displaystyle \lambda {\frac {d}{a}}} منفی می‌شود! {\displaystyle {\begin{aligned}I_{12}(x)&=\left[f_{1}^{*}(x)f_{2}(x)+f_{1}(x)f_{2}^{*}(x)\right]\\&={\frac {1}{2}}{\frac {dN}{dt}}{\frac {d/\pi }{{\sqrt {d^{2}+(x-a/2)^{2}}}{\sqrt {d^{2}+(x+a/2)^{2}}}}}\sin \left[(h/\lambda )({\sqrt {d^{2}+(x+a/2)^{2}}}-{\sqrt {d^{2}+(x-a/2)^{2}}})\right]\\\end{aligned}}}
با این حال، این احتمالات منفی هرگز مشاهده نمی‌شوند زیرا نمی‌توان مواردی را که فوتون «در هر دو برش» عبور کند، ایزوله کرد، اما این احتمال‌های منفی می‌تواند به وجود پاد ذره‌ها اشاره کند.

## مهندسی
مفهوم احتمالات منفی همچنین برای مدلهای مکان تأسیسات قابل اطمینان ارائه شده‌است که در آن تسهیلات همزمان با تعیین موقعیت تسهیلات، تخصیص مشتری و برنامه‌های خدمات پشتیبان، در معرض خطرات مختل از همبستگی منفی قرار بگیرند.